# Павел (Мелетьев)
Па́вел (в миру Трофи́м Никола́евич Меле́тьев; 2 ноября (15 ноября) 1880, Архангельск — 19 мая 1962, Брюссель) — католический епископ, титулярный епископ Гераклеопольский с 26 октября 1946 года по 19 мая 1962 год, работал в Русском апостолате в Зарубежье. До 1945 года — епископ Рославльский, викарий Смоленской епархии Белорусской православной церкви (признававшей юрисдикцию Русской православной церкви)

## Биография

### Ранние годы
Родился в семье диакона. Окончил Архангельское духовное училище, Архангельскую духовную семинарию (1903). Позднее вспоминал об этом периоде своей жизни:

Каждый год я проводил каникулы в монастыре. Там я жил в атмосфере молитвы и покаяния. Эта строгая жизнь среди монахов меня очень привлекала, и каждый год я с радостью к ней возвращался. Эта возможность жить среди них, эти дни, проведённые с ними в монастыре и в молитве, всё это было для меня источником огромного счастья.

### Служение на Севере
С 1903 года был послушником в Спасо-Преображенском Соловецком монастыре, там же принял монашеский постриг. С 1908 года — иеродиакон, с 1910 года — иеромонах. Сдал экзамен за педагогические курсы при Санкт-Петербургском учебном округе. С 1916 — игумен, был епархиальным миссионером на Крайнем Севере. Вспоминал, что

взял свой страннический посох и стал посещать город за городом, село за селом, обходя с проповедью Север России. Я должен был радеть о том, чтобы уберечь верующих от теплохладности и безразличия в вере, от неверия и безбожия.
Активно выступал против большевистской власти, в годы Гражданской войны опубликовал работу «Большевизм перед судом Божественной Правды».

### Аресты, тюрьмы, лагеря
В 1920 году находился в миссионерской поездке в районе Пинеги, где в феврале того же года, после занятия войсками Красной армии Севера России, был арестован. Находился в заключении в Архангельске, в эмиграции вспоминал:

Пребывание в камерах большевистских тюрем очень тягостно, так как устроены они исключительно для того, чтобы мучить и терзать заключённых. От заключённых отбирается решительно всё, вплоть до предметов первой необходимости, без которых нельзя обойтись. Камеры темны и сыры, так что со стен течёт вода; они отвратительны из-за грязи и кишащих в них паразитов… Ужасно быть постоянно покрытым блохами и клопами, постоянно страдать от их укусов… И нельзя найти никакого облегчения от этой пытки. Страдания этим не ограничиваются. Каждую минуту вас опять вытаскивают из камеры для новых допросов, для новых издевательств, обид и оскорблений.

В течение года и двух месяцев «числился за ЧК» как контрреволюционер. В 1921 был осуждён революционным трибуналом к расстрелу, который был заменён 20 годами лишения свободы; срок заключения был снижен до пяти лет со строгой изоляцией. В тюрьме подвергался новым испытаниям:

Представителям духовенства работа в тюрьме представлялась изнурительная и унизительная. Гоняли нас на земляные работы, рыть канавы, вгоняли в воду нарочно, чтобы посмеяться над нами. Весной стоять по колена в холодной воде и рыть канаву — это сущая пытка.

В 1925 года был освобождён, некоторое время жил в Москве, где помогал епископам Иоасафу (Шишковскому-Дрылевскому) и Павлину (Крошечкину). Занимался миссионерской деятельностью в Москве, Калуге, Серпухове. Служил в Казанском кафедральном храме Калужской епархии. В 1931 вновь арестован и осуждён на семилетнее заключение в Казахстане. В 1937 году был освобождён.

### Тайное служение
В 1937—1941 годах находился на нелегальном положении:

это была жизнь постоянного беспокойства, постоянных лишений и преследований. Никто не хотел меня принимать, никто не хотел дать мне приюта на ночь. Когда на моё счастье, какая-нибудь добрая и сострадательная душа меня принимала, то она мучилась от страха и беспокойства.

### Деятельность во время Второй мировой войны
После начала Великой Отечественной войны легализовался на оккупированной немцами территории. В 1941—1943 годы служил в Смоленской, Брянской и Могилёвской областях, был возведён в сан архимандрита. Вошёл в состав фактически независимой Белорусской митрополии, которая в 1942 году усвоила себе название официальное наименование «Святая Православная Автокефальная Белорусская Церковь» (СПАБЦ), но, несмотря на давление оккупационных властей, ходившие в её состав иерархи отказались осуществить неканоничное провозглашение полной церковной независимости.
Епископ Смоленский и Брянский Стефан (Севбо), который управлял приходами на территории оккупированных Смоленской и Брянской областей, скоро понадобился викарий. Выбор епископа Стефана пал на архимандрита Павла. 17 мая 1943 года епископ Стефан обратился с просьбой об этом к предстоятелю СПАБЦ митрополиту Пантелеимону. Митрополит Пантелеимон запросил согласия всех остальных епископов. Архиепископ Гродненский и Белостокский Венедикт (Бобковский) и епископ Витебский и Полоцкий Афанасий (Мартос) сказали, что представленного кандидата не знают, и предоставили решение данного вопроса на усмотрение митрополита Пантелеимона с епископом Могилёвский и Мстиславским Филофеем и епископом Смоленскими Брянским Стефаном. Последние 17 июня 1943 года провели Синод, нак котором котором постановили рукоположить архимандрита Павла во епископа Рославльского, викария Смоленской епархии.
12 июля 1943 года Преображенском кафедральном соборе в Минске хиротонисан во епископа Рославльского, викария Смоленской епархии. Чин хиротонии совершали: архиепископ Минский Пантелеимон (Рожновский), епископ Гродненский Венедикт (Бобковский) и епископ Могилёвский Филофей (Нарко). Его хиротония вызвала возмущение белорусских националистов, которые заявили свой протест в генеральный комиссариат, обвиняя всех епископов СБАБЦ в антибелорусских действиях, но немцы не придали этому значения. Основным местом служения епископа Павла стал город Брянск. О своей деятельности в сам он писал так: «…Нами было открыто 67 храмов, начали учить детей и взрослых Закону Божию, приступили к восстановлению старых добрых благочестивых обычаев…». Однако, как сообщает архиепископ Афанасий (Мартос), «новорукоположенный не был доволен ни своим титулом, ни положением викарного епископа: он хотел быть самостоятельным епархиальным архиереем и иметь титул епископа Брянского».
После наступления советских войск эвакуировался в Могилёв, затем жил в Чехословакии, Австрии, Германии. Установил связи с Русской православной церковью заграницей (РПЦЗ), но её руководство отказалось оказать ему помощь — ему с трудом удалось устроиться на временное жительство в кладовой Покровского храма в Вене. В трудной жизненной ситуации епископу-беженцу помог католический епископ Регенсбурга Михаэль Бухбергер.
10 января 1946 года иерархи СПАБЦ направили официальное обращение с просьбой о присоединении к Русской Зарубежной Церкви «на правах, равных со всеми православными зарубежными епископами до времени открытия возможности возвращения на родную землю». Единственным архиереем Белорусской митрополии, воздержавшимся от подписания обращения, оказался епископ Павел (Мелентьев) На заседании Архиерейского Синода РПЦЗ, проходившем 23 февраля 1946 года, прошение белорусских архиереев было удовлетворено.
7 мая 1946 года в Мюнхене началась работа Архиерейского собора РПЦЗ, в открытии которого принял участие епископ Павел (Мелентьев). Перед началом первого соборного заседания Первоиерарх РПЦЗ митрополит Анастасий (Грибановский) сообщил о необходимости обсуждения вопроса состава Архиерейского собора и предложил епископу Павлу (Мелентьеву) ненадолго покинуть зал заседания. Причиной тому называлось отсутствие решения о включении бывшего викария Смоленской епархии в юрисдикцию Русской Зарубежной Церкви и необходимость рассмотрения дополнительных обстоятельств его дела. Открыв работу Архиерейского собора и выступив с приветственным словом, митрополит Анастасий предложил присутствовавшим иерархам обсудить ситуацию, сложившуюся вокруг епископа Павла. Первым взял слово архиепископ Венедикт (Бобковский), высказавший мнение о невозможности участия епископа Павла в соборных заседаниях до тех пор, пока он не подаст заявления о присоединении к Русской Зарубежной Церкви и не прокомментирует своё высказывание на собрании благотворительного комитета Германской епархии РПЦЗ относительно необходимости объединения православных с Римско-Католической Церковью, где епископ Павел ссылался на евангельскую заповедь о сохранении единства и называл межхристианские разделения причиной всех возможных бедствий, обрушившихся на Православную Церковь. В завершение своих слов он призывал собравшихся включить в текст телеграммы Папе Римскому сожаление относительно отсутствия единства с Римско-Католической Церковью. Епископ Афанасий (Мартос) сообщил об имевшейся у него информации о установлении епископом Павлом прямых контактов с Ватиканом. По предложению архиепископа Венедикта участники заседания приняли решение допустить бывшего викария Смоленской епархии к участию в Архиерейском соборе лишь только после получения от него заявления о присоединении к РПЦЗ и письменного свидетельства о том, что он не переходил в католичество.
Епископ Павел, придя в зал заседаний, категорически отрицал подозрения в подготовке принять католицизм, но при этом подчёркивал важность развития православно-католического диалога и стремления к межхристианскому единству. Необходимость письменного свидетельства о своей принадлежности к православию он счёл оскорбительным и покинул Архиерейский собор, сославшись на необходимость подумать и помолиться. Придя на вечернее заседание собора в тот же день, он снова устно опроверг обвинения в принятии католичества и заявил о своём окончательном решении не предоставлять письменного подтверждения собственной православности. После дополнительного обсуждения участники соборного заседания признали невозможным принятие епископа Павла в юрисдикцию РПЦЗ без подписания им требуемого свидетельства.

### Католический епископ
Встретив негативное отношение к себе со стороны управляющего канцелярией Архиерейского Синода РПЦЗ священника Георгия Граббе, епископ Павел нашёл поддержку в Римско-Католической Церкви. В мае 1946 года он официально перешёл в Католическую церковь с усвоением титула епископа Гераклеопольского. Вместе с ним в католичество перешла его сестра игуменья Серафима (Мелетьева). По мнению епископа Митрофана (Зноско-Боровского), основной причиной разрыва с православием для бывшего викария Смоленской епархии являлись опасения относительно возможной репатриации в СССР. 1 июля того же года Архиерейским Синодом РПЦЗ, несмотря на то, что не принадлежал епископ Павел так и не вошёл в его юрисдикцию, был запрещён в священнослужении с указанием, что в случае неподчинения будет лишён священного сана, монашеского звания и отлучён от Православной Церкви.
С 1946 — католический титулярный епископ Гераклеопольский. В его сферу обязанностей входило духовное окормление русских католических общин в Западной Европе. С этой целью он совершал поездки, посещал храмы, совершал богослужения, освящал новые церкви, поставлял новых священников, проповедовал.
С 1948 года жил в Бельгии: вначале в монастыре Шеветонь, а с 1951 — в Брюсселе, где принимал активное участие в работе Русского католического центра, служил в домовом храме Благовещения Пресвятой Богородицы, сотрудничал с Корниевским и русским католическим издательством «Жизнь с Богом». В 1950 году парижский бюллетень «Наш приход» дал такую характеристику епископу Павлу:

Владыка производит удивительно светлое впечатление. Несмотря на долгие годы жестоких страданий, взор его исполнен кротости, смирения и всепрощения. Служит владыка истово, строго соблюдая устав… главным трудом владыки является неустанный молитвенный подвиг. Можно сказать, что преосвященный Павел обладает, в полном смысле этого слова, великим даром молитвы.

Участвовал в съезде русского католического духовенства в Риме в 1950 году, в съезде русских католиков в Брюсселе в 1956. Во время празднования своего 75-летия сказал, что

ещё раз серьёзно обдумал шаг совершённый мною при воссоединении с Римской Церковью и пришёл к заключению, что поступил правильно, совесть моя спокойна, мир и радость о Господе царят в моей душе.
В 1957 году с пастырским визитом посещал Приход Святой Троицы (Париж).
13 сентября 1957 года освятил церковь Воздвижения Креста Господня, построенную в русском стиле в бенедиктинском Аббатстве Шеветонь.
В январе 1962 был принят в Риме Папой Римским Иоанном XXIII. Совершил паломничество в Фатиму, где служил в русскоязычном католическом храме Успения Богородицы.
19 мая 1962 был сбит автомобилем рядом с домом, где проживал. Его отпевание было совершено в церкви Креста Господня в Бельгии. Похоронен на кладбище Волюве-Сен-Пьер рядом с сестрой.

## Труды
- Путь моего служения: Воспоминания о пережитом в Советском Союзе // Русский католический вестник. 1951, № 4; 1952, № 1.
- Россия и Вселенская Церковь, 1955, № 2 (26).; 1956, № 1 (29); 1957, № 2 (34), 6 (38); 1960, № 5 (48); 1962, № 4 (57).